# Bitter Tears: Ballads of the American Indian
Bitter Tears: Ballads of the American Indian je konceptualni i 19. album Johnnyja Casha objavljen 1964. u izdanju Columbia Recordsa. To je jedan od nekoliko Cashovih americana albuma; kao što sam naslov implicira, pjesme s albuma govore o povijesti i problemima s kojima se suočavaju Indijanci u Sjedinjenim Državama. Cash je bio uvjeren kako ima indijanske krvi, točnije da je dijelom potomak plemena Čeroki, što je bila inspiracija za album. Cash na cijelom albumu govori o nemilosrdnom i nepoštenom odnosu prema starosjedilačkim narodima Sjeverne Amerike.
Pjesme su dijelom napisali sami Cash i Peter La Farge, dok je posljednja pripisana Cashu i Johnnyju Hortonu. Prva pjesma, "As Long as the Grass Shall Grow", govori o gubitku zemlje plemena Seneca u državi Pennsylvania zbog gradnje brane Kinzua početkom šezdesetih. Cash ju je snimio nekoliko desetljeća kasnije te je objavljena u sklopu box seta Unearthed s izmijenjenim stihovima koji su se odnosili na odnos i posvećenost prema June Carter Cash; sama pjesma je bila duet s njom. Album je iznjedrio jedan singl, "The Ballad of Ira Hayes" koji se popeo na 3. mjesto country ljestvice; pjesma govori i Iri Hayesu, mladom marincu indijanskog podrijetla koji je sudjelovao u podizanju zastave na Iwo Jimi i postao trenutna zvijezda, no umro je kao alkoholičar i u siromaštvu u rezervatu gdje se rodio.

## Popis pjesama
1. "As Long as the Grass Shall Grow" (Peter La Farge) – 6:10
2. "Apache Tears" (Cash) – 2:34
3. "Custer" (La Farge) – 2:20
4. "The Talking Leaves" (Cash) – 3:55
5. "The Ballad of Ira Hayes" (La Farge) – 4:07
6. "Drums" (La Farge) – 5:04
7. "White Girl" (La Farge) – 3:01
8. "The Vanishing Race" (Cash, Johnny Horton) – 4:02

## Izvođači
- Johnny Cash - vokali
- Luther Perkins, Norman Blake, Bob Johnson - gitara
- Marshall Grant - bas
- W.S. Holland - bubnjevi
- The Carter Family - prateći vokali

## Ljestvice
Album - Billboard (Sjeverna Amerika)
| Godina | Ljestvica      | Pozicija |
| ------ | -------------- | -------- |
| 1964.  | Country albumi | 2        |
| 1964.  | Pop albumi     | 47       |

Singlovi - Billboard (Sjeverna Amerika)
| Godina | Singl                     | Ljestvica        | Pozicija |
| ------ | ------------------------- | ---------------- | -------- |
| 1964.  | "The Ballad of Ira Hayes" | Country singlovi | 3        |

## Vanjske poveznice
Podaci o albumu i tekstovi pjesama